# Diemo von Prozelten
Diemo (Timo) von Prozelten (zeitgenössische Schreibweise Bratselde), 1127 und 1144 als Vogt des Kollegiatstifts Aschaffenburg belegt, war nach Forschungen von Wolfgang Hartmann ein Angehöriger der Grafen von Henneberg, ein Sohn des Würzburger Hochstiftsvogtes und Burggraf Gotebold II. von Henneberg. Wie weitere von Hartmann aufgezeigte Zusammenhänge verdeutlichen, ist Diemos Wohnsitzbezeichnung Brotselden nunmehr zweifelsfrei auf die Burg Prozelten (Henneburg) bei Stadtprozelten zu beziehen und deren Entstehung einem der beiden Henneberger zuzuschreiben.
Um 1130/40 gründete der im Codex Hirsaugiensis als Graf betitelte Diemo/Timo von Prozelten zusammen mit Hermann und Adala von Leiningen das Kloster Mönchsroth, welches die Stifter gemeinsam mit 100 Huben ausstatteten.